# Talisia megaphylla
Talisia megaphylla là một loài thực vật có hoa trong họ Bồ hòn. Loài này được Sagot miêu tả khoa học đầu tiên năm 1881.